# Flammersfeld
Flammersfeld település Németországban, Rajna-vidék-Pfalz tartományban. Lakosainak száma 1481 fő (2023. december 31.).

## Népesség
A település népességének változása:
| Lakosok száma | 770  | 1332 | 1337 | 1407 | 1452 | 1481 |
|               | 1975 | 2017 | 2019 | 2021 | 2022 | 2023 |